# Instituut voor Psychosociale Opleiding

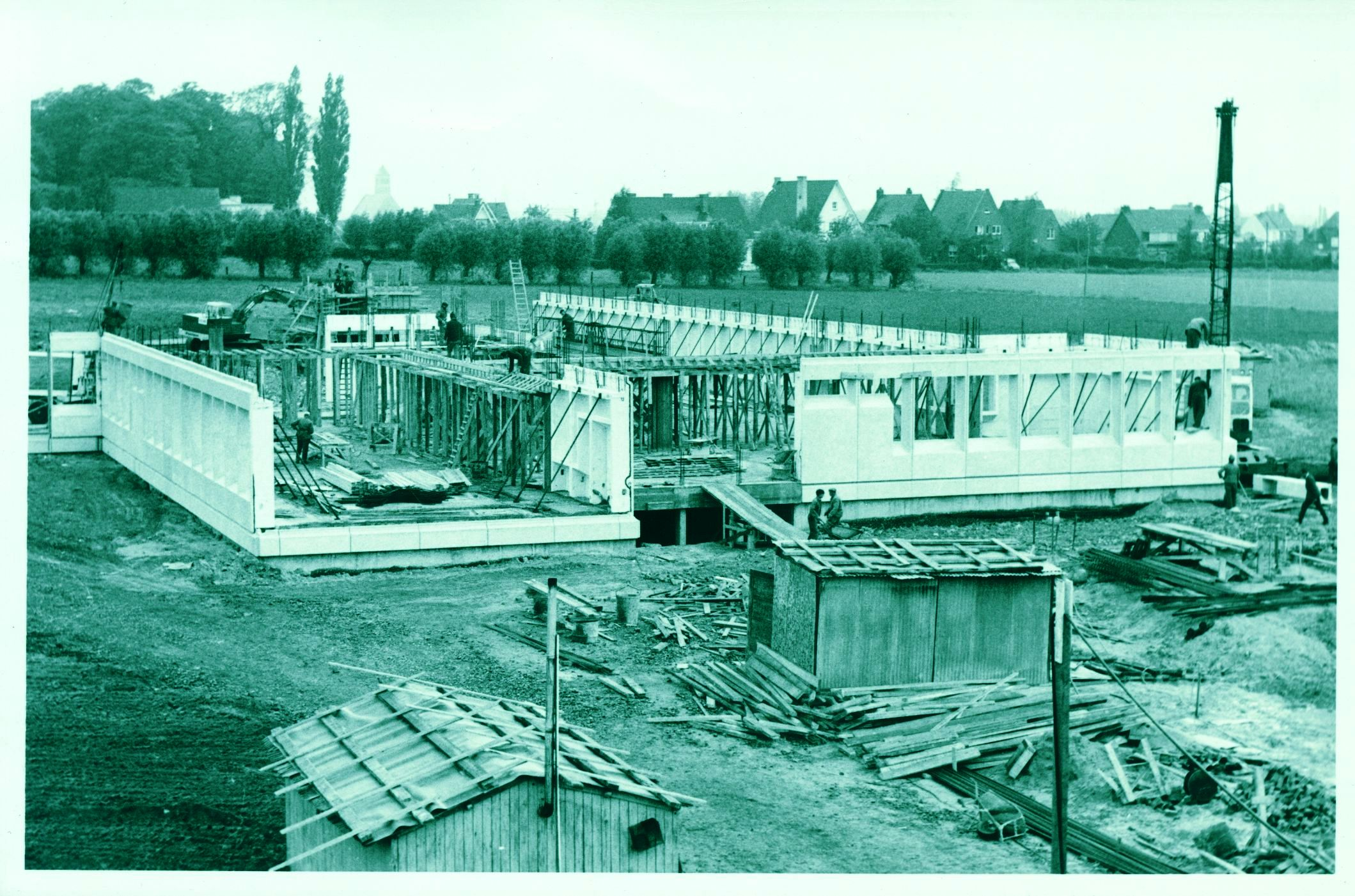
In de jaren zestig startten de bouwwerken aan het Ipsocgebouw.

Het Instituut voor PsychoSOCiale opleiding (IPSOC) was een katholieke sociale hogeschool in de Belgische stad Kortrijk. Na de hervorming van het hoger onderwijs in Vlaanderen (decreet 13 juli 1994) werd Ipsoc een onderdeel van de Katholieke Hogeschool Zuid-West-Vlaanderen (KATHO). In 2013 hield KATHO op te bestaan en werd zij de katholieke hogeschool VIVES. Ipsoc verwijst vanaf die datum enkel nog naar het schoolgebouw. Studenten konden aan het Ipsoc vier diploma's behalen: bachelor in het Sociaal Werk, bachelor in de toegepaste psychologie, bachelor in de Orthopedagogiek en bachelor in de maatschappelijke veiligheid. De school vond onderdak op de Campus Hoog Kortrijk, Doorniksesteenweg 145 in Kortrijk.

## Sociaal onderwijs in België
De geschiedenis van het sociaal hoger onderwijs in België kwam in vergelijking met andere westerse landen laat op gang. IPSOC was de eerste autonome sociale hogeschool in West-Vlaanderen en startte in 1948 met negentien studentes Sociaal Werk. Vooral tijdens en kort na de Tweede Wereldoorlog schieten in Vlaanderen en Wallonië sociale scholen als paddenstoelen uit de grond. Twee elementen stimuleren de ontwikkeling: de naoorlogse maatschappelijke interesse en de schoolstrijd tussen officieel en vrij onderwijs. Tijdens de oorlog waren veel onderwijsinstellingen geheel of gedeeltelijk vernield en de staat bekostigde het herstel en de nieuwbouw van katholieke scholen niet. Het officieel onderwijs voelt zich op zijn beurt benadeeld in het aantal beschikbare scholen. Ook bij de oprichting van de nieuwe scholen speelt deze concurrentiestrijd. Zo wordt de bisschop van Brugge Henricus Lamiroy begin 1948 vertrouwelijk ingelicht dat er in Kortrijk een staatsschool voor maatschappelijk werk zou starten in oktober 1949 voor jongens én meisjes. De richting zou aantrekkelijk zijn omdat de dichtstbijzijnde opleidingen in Leuven (jongens) en in Gent (meisjes) waren. Zonder aarzelen geeft de monseigneur bevel om de concurrentie voor te zijn en in Kortrijk een diocesane school voor meisjes te starten op 1 oktober 1948 (en in Roeselare een sociale school voor jongens).

### Maatschappelijk dienstbetoon

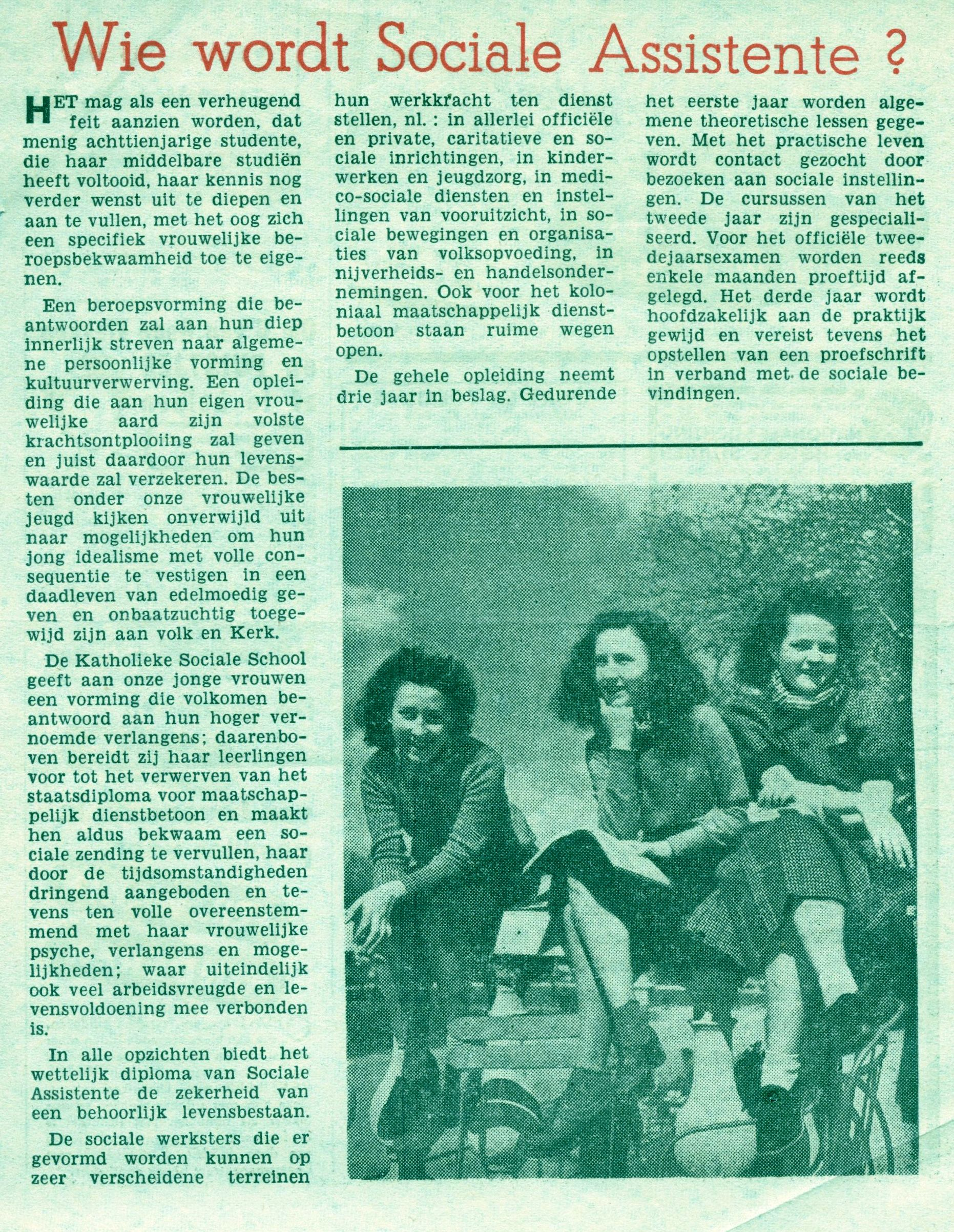
Wie wordt Sociale Assistente?

Waarom Kortrijk? De bestuurscommissie van de school stelt vast dat er sedert de oorlog een ontwikkeling is van het maatschappelijk dienstbetoon in de streek. "Zuid-Vlaanderen, een zeer volkrijk deel van het land met een grote meerderheid arbeidersbevolking, zouden best de diensten van maatschappelijk assistenten kunnen gebruiken. Immers, de meest verscheiden problemen met sociale inslag worden er gesteld." Ontwikkelingen in de techniek en de wetenschap wijzigen kort na de Tweede Wereldoorlog de arbeids- en levensomstandigheden. Welvaart blijkt niet langer samen te vallen met welzijn. Welzijn is een nieuw begrip dat inhoudt dat niet alleen het materiële maar ook het immateriële nastrevenswaardig is. Het maatschappelijk werk of het maatschappelijk dienstbetoon blikt als typisch vrouwelijk, sociaal aanvaard en gewaardeerd beroep hoopvol in de toekomst. Het dienstbetoon onderscheidt zich van naastenliefde en liefdadigheid. Het is een  vorm van sociale bedrijvigheid, die met aangepaste technische middelen, de grondlegging of de normale werking wil bevorderen van de sociale kaders, die noodzakelijk of nuttig zijn voor den mens, in zo verre deze niet in staat is daar met eigen middelen in te voorzien. Maatschappelijk dienstbetoon staat in verband met de sociale actie en maakt gebruik van technieken en wetenschappen zoals psychologie, sociologie, hygiëne, kinderverzorging. Behalve een roeping is het dienstbetoon vooral een beroep. Immers, het gaat niet meer op dat eenieder vol goede wil zich aan het werk zet. Men moet geschoold zijn en dat kan enkel gebeuren in daarvoor precies opgerichte instituten. Tijdens het congres van maatschappelijk assistenten in 1946 wordt bepaald dat het dienstbetoon de menselijke waardigheid bevordert door contact met de enkeling of door beïnvloeding van de onmisbare nuttige kaders die de mens omringen, hetzij door het bevorderen van de onderlinge verhoudingen van mensen en groepen.

### Voormalige benamingen en vestigingsplaatsen
| Naam                                                | Locatie                    | Van            | Tot       | Publiek           |
| --------------------------------------------------- | -------------------------- | -------------- | --------- | ----------------- |
| School voor Maatschappelijk Dienstbetoon            | Leenstraat 50, Roeselare   | September 1948 | Juli 1962 | Enkel mannen      |
| Katholieke School voor Maatschappelijk Dienstbetoon | Kapittelstraat 1, Kortrijk | September 1948 | Juli 1950 | Enkel vrouwen     |
| Katholieke School voor Maatschappelijk Dienstbetoon | P. Tacklaan 14, Kortrijk   | September 1950 | Juli 1951 | Enkel vrouwen     |
| Katholieke School voor Maatschappelijk Dienstbetoon | Plein 11 a, Kortrijk       | September 1951 | Juli 1955 | Enkel vrouwen     |
| Vrije sociale school                                | Plein 11 a, Kortrijk       | September 1956 | Juli 1961 | Enkel vrouwen     |
| Instituut voor Psychosociale opleiding              | Plein 11 a, Kortrijk       | September 1962 | Juli 1968 | Gemengd onderwijs |
| Instituut voor Psychosociale opleiding              | Campus 't Hoge, Kortrijk   | September 1968 | Heden     | Gemengd onderwijs |

## Een meisjesschool in Kortrijk (1948-1962)

### Startschot

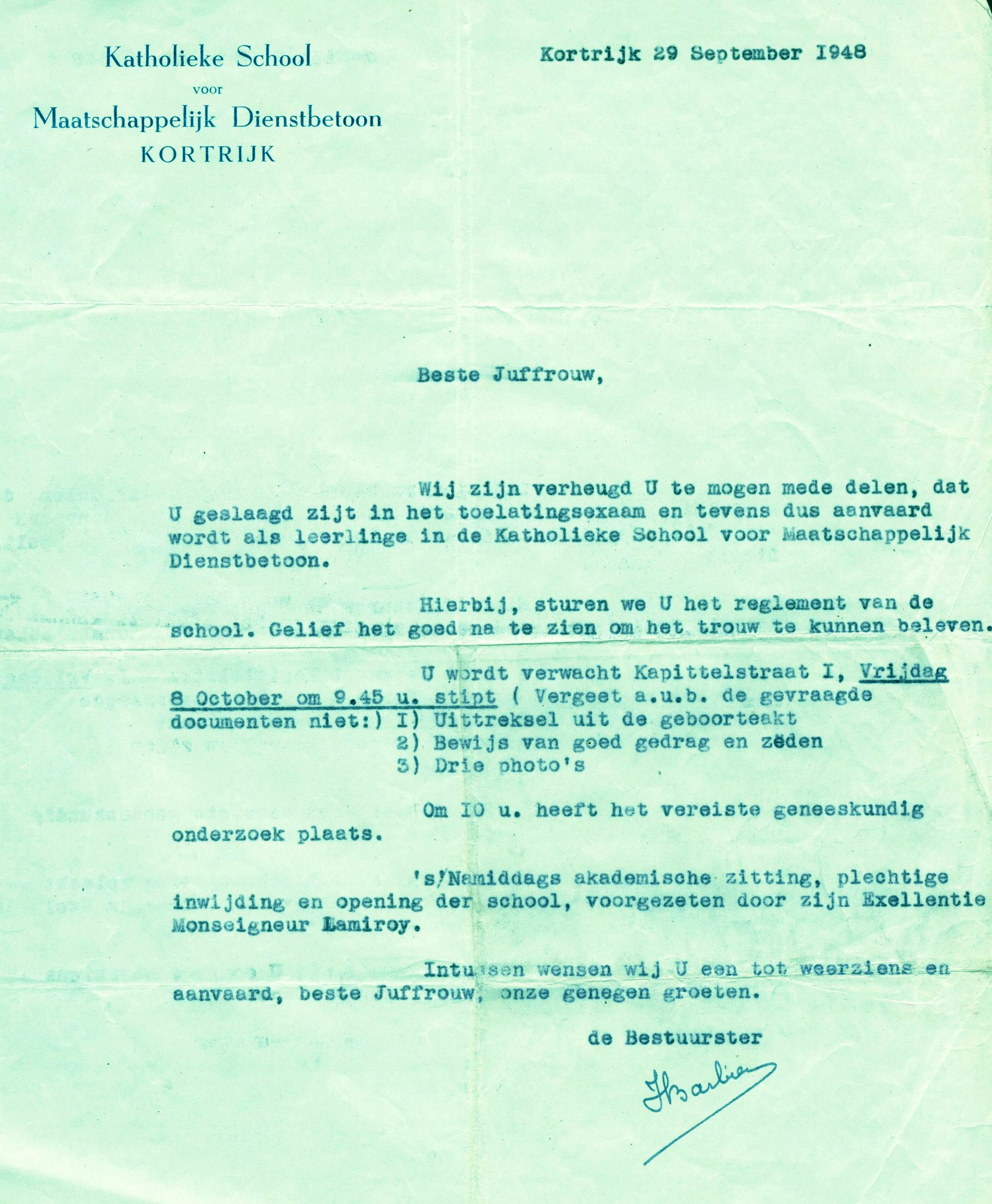
Na het afleggen van een ingangsexamen krijgen de kandidaat studentes een officiële uitnodiging voor de plechtige opening van de school.

Op vrijdag 8 oktober 1948 verwelkomen de schoolinrichters negentien meisjesstudentes. Ze vangen er de richting maatschappelijk assistent op A2-niveau aan. Voorzien van een uittreksel uit de geboorteakte, een bewijs van goed gedrag en zeden en drie pasfoto's staan de jonge vrouwen om kwart voor tien aan de voordeur van een bescheiden burgerhuis in de Kapittelstraat 1. Na een geneeskundig onderzoek en formaliteiten in de voormiddag wonen ze in de late namiddag de plechtige opening bij van de eerste School voor Maatschappelijk Dienstbetoon in West-Vlaanderen. De inwijding door de Brugse bisschop Henri Lamiroy is van de nodige luister voorzien en gebeurt in aanwezigheid van de inrichtende macht en notabelen zoals senator Maria Baers en burgemeester Alfred de Taeye. Samen met juffrouw Barbier, de eerste bestuurster, poseren ze op een foto die enkele dagen later in La Libre Belgique verschijnt met een artikel onder de titel Une école d'assistance sociale catholique à Courtrai. Opmerkelijk zijn de woorden van senator Baers, die zich rechtstreeks tot de studentes richt. Ze onderstreept de rol en de taak van de christelijke vrouw in de maatschappij.

### Een burgerhuis in de Kapittelstraat (1948-1951)
In de beginperiode ziet de school zich met diverse problemen geconfronteerd. Wie van nul start, heeft infrastructuur en behuizing, personeel, geld en een programma en een visie nodig.

#### Infrastructuur
Vanaf het begin draagt de instelling de naam Katholieke School voor Maatschappelijk Dienstbetoon, afgekort als KSMD en uitgesproken als 'kusumudu'. Ze is eng gehuisvest in de smalle Kapittelstraat. Op de benedenverdieping is een ontvangkamer en een bureau van de monitrice, een fietsenbergplaats en een eetzaaltje. Achteraan geeft de open koer toegang tot twee toiletten. Naast het bureau van de bestuurster op de etage zijn een klaslokaal en een studiezaal ingericht. Voor de eerste studentes arriveren wordt het huis volledig "in orde gesteld." Er wordt geschilderd en behangen en men bestelt eenendertig lessenaars en drieëndertig stoelen. De gymnastieklessen vinden plaats in de gymnastiekzaal van het Sint-Niklaasinstituut en voor de praktische lessen van ziekenverzorging wordt het materiaal van de verpleegsterschool in de Voorstraat gebruikt. "In een geteisterde stad als Kortrijk kan dit lokaal, althans om van wal te steken, ruimschoots voldoende geacht worden" evalueert een zekere professor Timbal na een bezoek in juli 1948.

#### Personeel

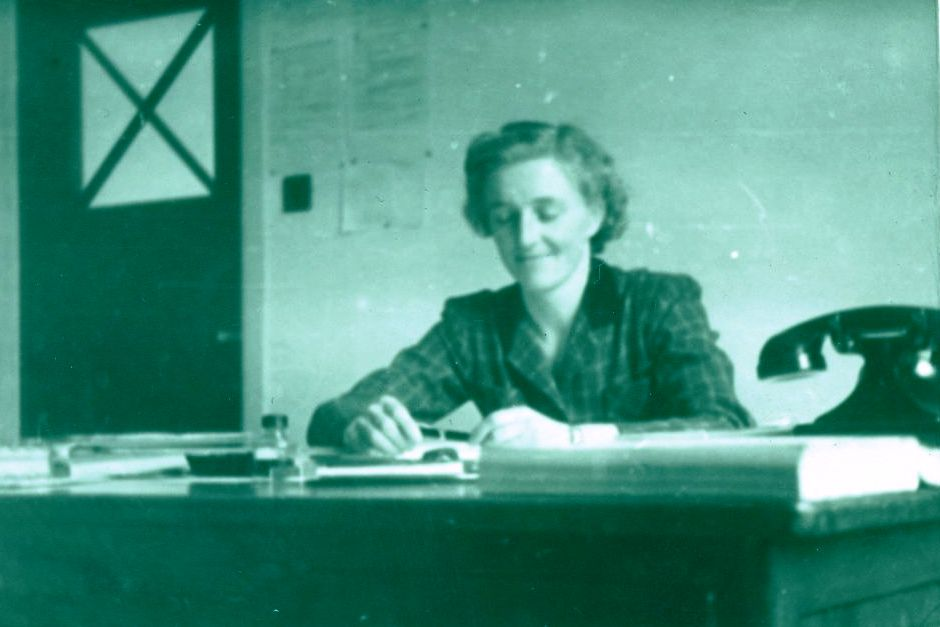
Marie-Jeanne Ballière

In de beginperiode bepalen een paar semi-religieuzen het reilen en zeilen van de school: de directrice en één enkele monitrice of praktijklerares. Ze zijn verbonden aan een lekenorde en hebben de gelofte afgelegd mee te werken aan de uitbouw van het kerkelijk instituut en zich dagelijks met gebed in te laten. Het bestuur wordt voorlopig toevertrouwd aan juffrouw Hélène Barbier, een wetenschappelijke regentes uit Brugge en gewezen dioceesleidster van de VKSJ. Dit gebeurt in afwachting van dat juffrouw Marie-Jeanne Ballière uit Waregem haar licentiaat in de sociale en politieke wetenschappen in Leuven behaalt. Per 1 oktober 1951 neemt juffrouw Ballière de directie van de school officieel over. Intussen helpt de monitrice Annie Ghekiere, een maatschappelijk assistente, bestuurster Barbier.
Voor de theoretische onderwijsactiviteiten worden externe professoren of uurdocenten aangetrokken. De eerste studentes krijgen lessen van drie gewichtige figuren uit die tijd. Pater Lauwers, een bestuurder van de sociale scholen van Leuven, geeft wijsbegeerte, Magda Dockx, een docente van het Technisch Instituut St. Elisabeth in Roeselare, wordt aangetrokken voor een cursus sociale instellingen en professor Grypdonck van de universiteit in Gent doceert psychologie. Dat zijn de hoofdvakken. Voor de andere leerstof wordt een beroep gedaan op talrijke specialisten uit de culturele, economische, juridische, medische, politieke, religieuze en sociale sector, die behalve om hun competentie, vooral wegens hun ervaring én hun maatschappelijke positie worden aangetrokken.

#### Financiën
Een derde probleem betreft de erkenning van de school en de uitbetaling van het korps. Het KB van 12 september 1950 erkent de school met stamboeknummer 998. Subsidies worden uitbetaald met terugwerkende kracht tot 1 januari 1950. Alle uitgaven tijdens 1948 en 1949 worden gedekt door het diocees en giften, onder meer van de firma Bekaert in Zwevegem. De schoolerkenning beëindigt de financiële problemen niet onmiddellijk. Het ministerie eist 75 inschrijvingen voor de uitbetaling van de volledige directiewedde. In 1951 telt de school 57 leerlingen (men spreekt niet van studenten), zodat de wedde van de bestuurster twintig procent van een volledige wedde bedraagt. Een gerichte propaganda moet de inschrijvingen opdrijven.

#### Behuizing
In 1950 verhuist de school eerst naar de Pieter Tacklaan. Op initiatief van monseigneur Henri Lamiroy wordt ondertussen uitgekeken naar een comfortabel gebouw nabij het Plein, het oudste park van Kortrijk. In de 17de eeuw was het plein een oefenterrein, omringd door een citadel en enige kazernes. Eind negentiende eeuw sloopte de stad Kortrijk de militaire gebouwen, plantte er bomen en sinds 1879 is het Plein een park. Financiële mogelijkheden, een stijgende studentenpopulatie en het woonprobleem dat Kortrijk sinds de artilleriegevechten en de luchtaanvallen in 1940, 1943 en 1944 teistert, zijn mede debet aan het courante verhuizen. Kort na de oorlog telt Kortrijk drieduizend beschadigde woningen en bijna tweeduizend vernietigde gebouwen. Bij de bevrijding zijn ongeveer 14.500 Kortrijkzanen van hun verblijf beroofd. Een van de eerste studentes, Yolande Rosselle, die de optie bijstand kiest, beschrijft de drukke en ijverige heropbouw. De bouwwoede en -bedrijvigheid, de aanleg van lanen en wijken schetst zij in 1951 gedetailleerd in haar thesis.

### Andere problemen

#### Lesrooster
Omdat de directie geen ervaring heeft met het opmaken van lesroosters, vergelijkt zij in 1948 de roosters van de School voor Maatschappelijk Dienstbetoon in Antwerpen (Amerikalei 182) met die van Brussel (Poststraat 111). Op basis hiervan maakt ze een eigen lesrooster. Tijdens het schooljaar 1950-1951 start de school met een opleidingscyclus van drie jaar. In het tweede jaar kiezen de studentes een specialisatie: kinderzorg en bijstand (later individuele en gezinsproblemen) of nijverheid (later arbeidersproblemen). In 1956 vult de optie volksopleiding de keuzemogelijkheden aan.
Het lesrooster verandert in 1951 wekelijks. In het tweede jaar zijn diverse bezoeken gepland.
| Eerste jaar                      | Tweede jaar gemeenschappelijk              | Specialisatie Nijverheid              |
| -------------------------------- | ------------------------------------------ | ------------------------------------- |
| Biologie                         | Bescherming vrouw & kind in het strafrecht | Bedrijfshygiëne                       |
| Anatomie, fysiologie, pathologie | Lichamelijke opvoeding                     | Technologie                           |
| Statistiek, enkwesten            | Godsdienst en zielkunde                    | Sociale dienst in de nijverheid       |
| Verbandleer                      | Opvoedkunde en instellingen                | Loonstelsels                          |
| Burgerlijk recht                 | Sociale leerstellingen                     | Geschiedenis arbeidersbeweging        |
| Techniek der sociale onderzoeken | Schoolinstellingen en leerlingenwezen      | Werkgeversorganisaties                |
| Staats en administratief recht   | Beroepsoriëntering                         | Werknemersorganisaties                |
| Sociale geschiedenis             | Huishoudkunde                              | Specialisatie Bijstand                |
| Maatschappijleer                 | Arbeidsgebruiken/vraagstukken              | Psychologie der abnormalen            |
| Sociale aardrijkskunde           | Arbeidswetgeving                           | Vrouw en kind in het Burgerlijk Recht |
| Economie                         | Esthetiek der woning                       | Verpleging en hygiëne vrouw en kind   |
| Hygiëne                          | Algemene en bijzondere zedenleer           | Woningvraagstukken                    |
| Wijsbegeerte                     | Sociale wetgeving en boekhouden            | Vrouw en kind in het burgerlijk recht |

#### Lezen

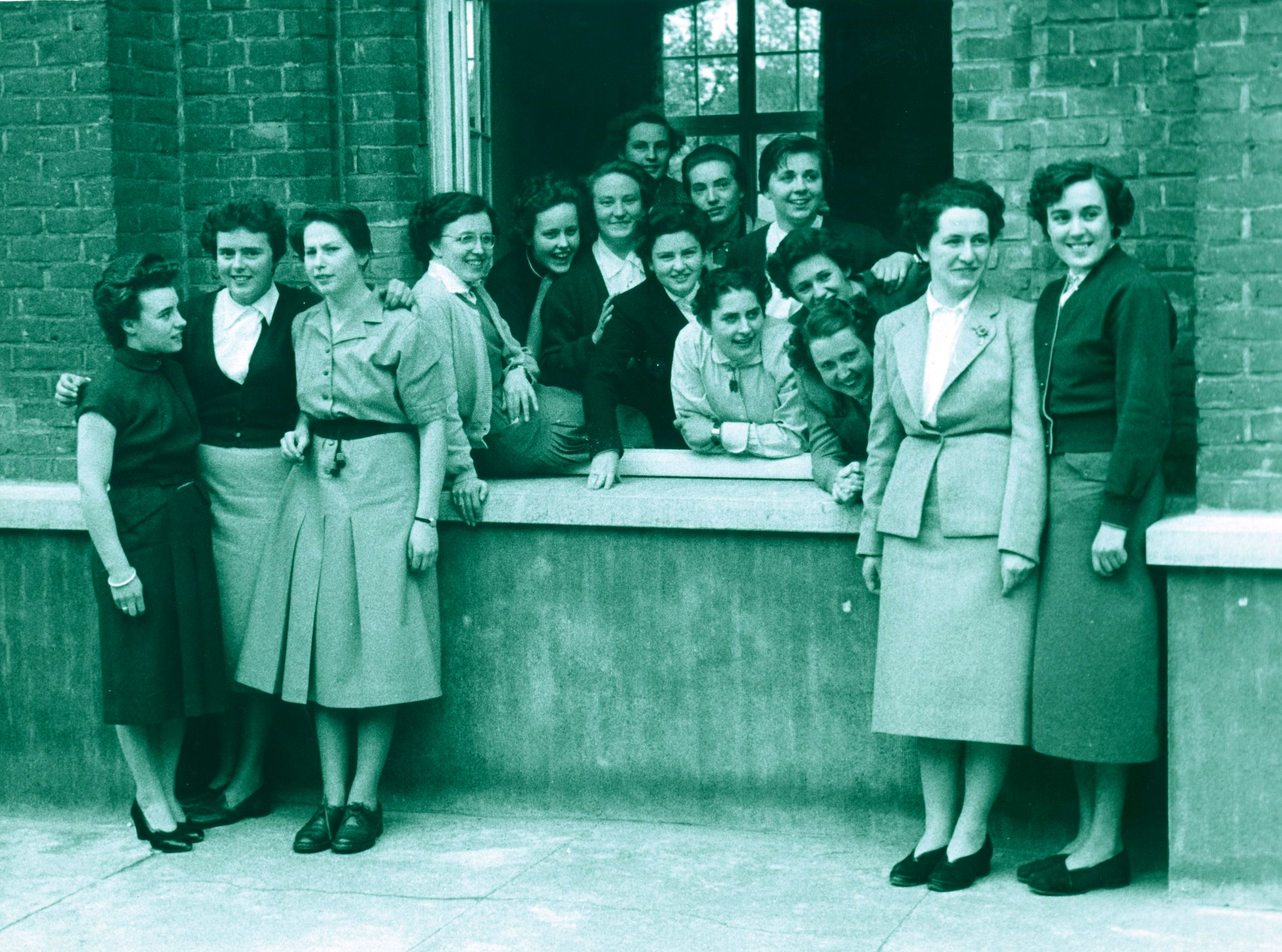
“Er wordt veel kwaad gesproken van meisjesstudenten. Ofwel zijn ze mooi, zeggen kwatongen, en dan zijn ze niets waard. Ofwel zijn ze iets waard, en dan zijn ze niet mooi. Maar dat is natuurlijk achterklap.”
Aster Berkhof, 1944.

Uit het artikel De wereld van het boek van gelegenheidslesgever André Demedts in het schooltijdschrift Groeninghe blijkt dat lezen voor de studentes niet iets vanzelfsprekends is. “Wij kunnen ons de vraag stellen: Is het geen verloren tijd literatuur te lezen?” stelt Demedts, “of vertroebelt het lezen van boeken de werkelijkheidszin – het leven is geen sprookje – of moeten studenten naar een ruimere ontwikkeling streven?” Zijn antwoord is ondubbelzinnig: “Het is niet nodig alles te lezen wat waarde heeft.” Onder de werken die de studentes beter ongelezen zouden kunnen laten bevinden zich boeken die het zedelijk leven kunnen schaden en de literatuur die “herhaalt wat bij andere schrijvers staat.” Aantekeningen maken in een boek is uit den boze, ook al betreft het eigen bezit. De notities kunnen de aandacht van anderen afleiden of in een bepaalde richting voeren. “Om kort te gaan kunnen we stellen dat er weinig, maar goed gelezen wordt.” Wat de meisjes lezen wordt in de gaten gehouden. Romans zijn gevaarlijk. Het eerste schoolreglement bepaalt dat de studentes boeken en tijdschriften kunnen meebrengen en doorgeven als een bestuurslid schriftelijke toestemming geeft. Dit is geen luchtledige bepaling. Enkele jaren later voegt men aan dit artikel een zin toe: “Bij het overtreden van dit voorschrift wordt een strenge sanctie voorzien.” Verder wordt de correspondentie van de studentes bekeken. De bestuurster heeft het recht briefwisselingen in te zien. De thesisbibliografieën tonen dat veel wordt geprobeerd om een klein aantal boeken te bemachtigen.

#### Stage
Als de studentes in het tweede jaar op stage moeten, leren zij de wereld kennen. Ze hebben een uitgebreide actieradius en grote bewegingsvrijheid. De stage dompelt de stagiaires onder in een vreemd en onbekend leven en bevrijdt hen van hun denktrant en vooropgezette denkbeelden.

### Voorbereidend jaar
In 1950 beslist de school een voorbereidend jaar, de zogenaamde préselectiecursus, te organiseren. De cursus, een samenvatting van de laatste twee humaniorajaren, richt zich tot jongeren van 17 jaar die “de nodige vorming missen om het eerste jaar aan te vangen.’’ Als het voorbereidende jaar in oktober 1950 start, is het aantal kandidaten onvoldoende om op subsidie te rekenen. De studentes genieten zestien vakken die de algemene vorming beklemtonen: letterkunde, moedertaal, geschiedenis, aardrijkskunde, kunstgeschiedenis, Franse en Engelse taal en studiekringen, anatomie, lichamelijke opvoeding en godsdienst, inleiding tot de economie en de filosofie, wiskunde en fysica.

### Consolidatie op het Plein (1951-1962)

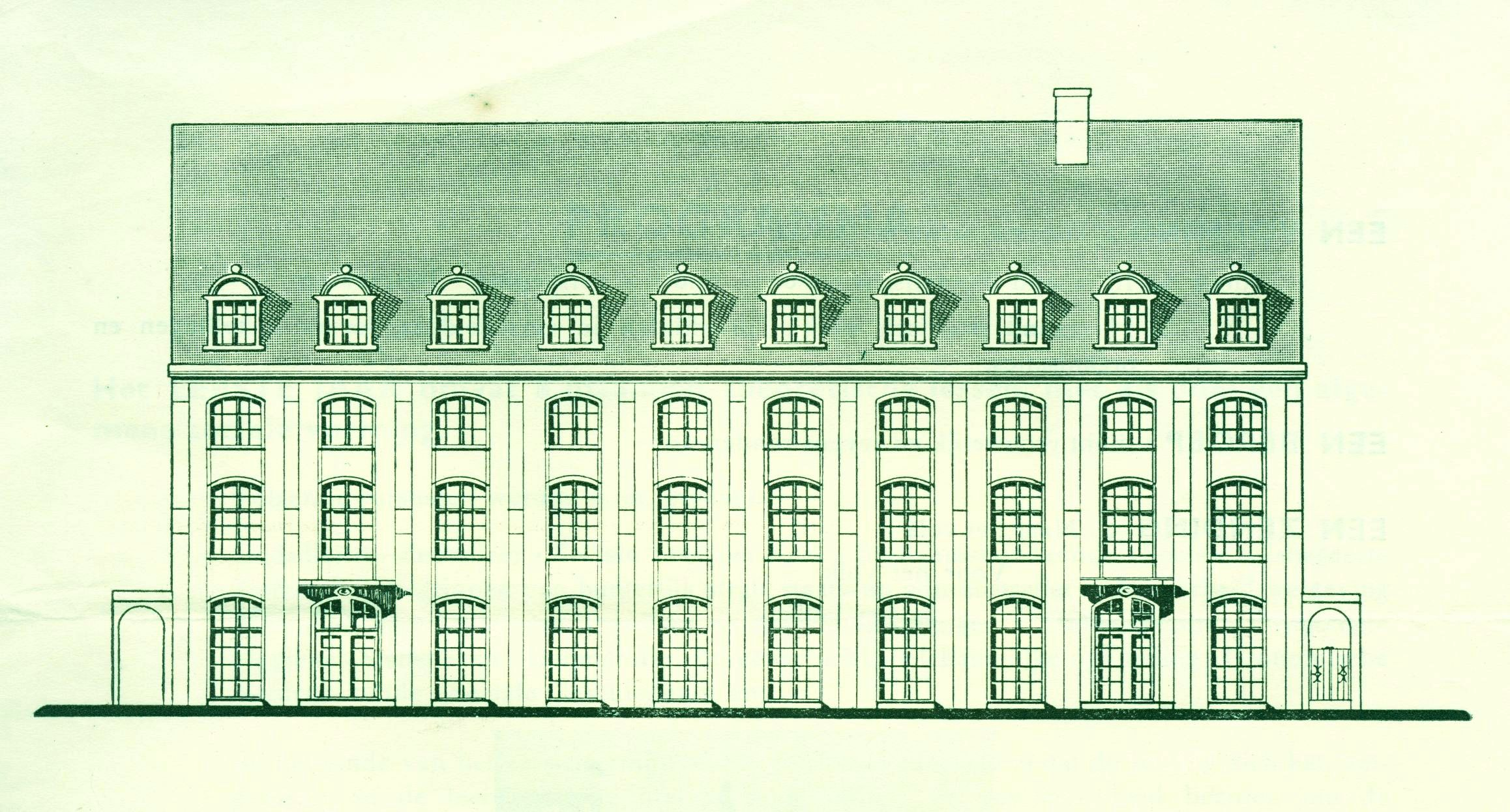
Het schoolgebouw op het plein

Begin 1950 rijpen de plannen om de vroegere gebouwen van de congregatie van Onze-Lieve-Vrouw van Groeninghe om te bouwen en er de sociale school te vestigen. Het pand dateert uit 1890 en diende als patronaat van de Onze-Lieve-Vrouwparochie. Later schenkt de parochie het aan bisschop Lamiroy. Het complex wordt gemoderniseerd volgens de eisen van de tweede helft van de twintigste eeuw: een deurluidspreker, een bel met "drukknopinstallatie", vijf telefoontoestellen die terechtkomen op het bureau van de bestuurster, in een bureau van de monitrice, in de slaapkamer van de conciërge, in de bibliotheek en het economaat.
De inwijding van de schoolgebouwen en een feest zijn gepland voor 1 mei 1952. De slechte gezondheid en het overlijden van Lamiroy op 10 mei 1952 verschuift alles tot het volgende schooljaar. De nieuwe bisschop Emiel-Jozef De Smedt wijdt de school in op 4 december 1952.
De school is onmiddellijk gewonnen voor De Smedt en neemt zijn leuze 'Oordeel en breeddenkendheid' over.

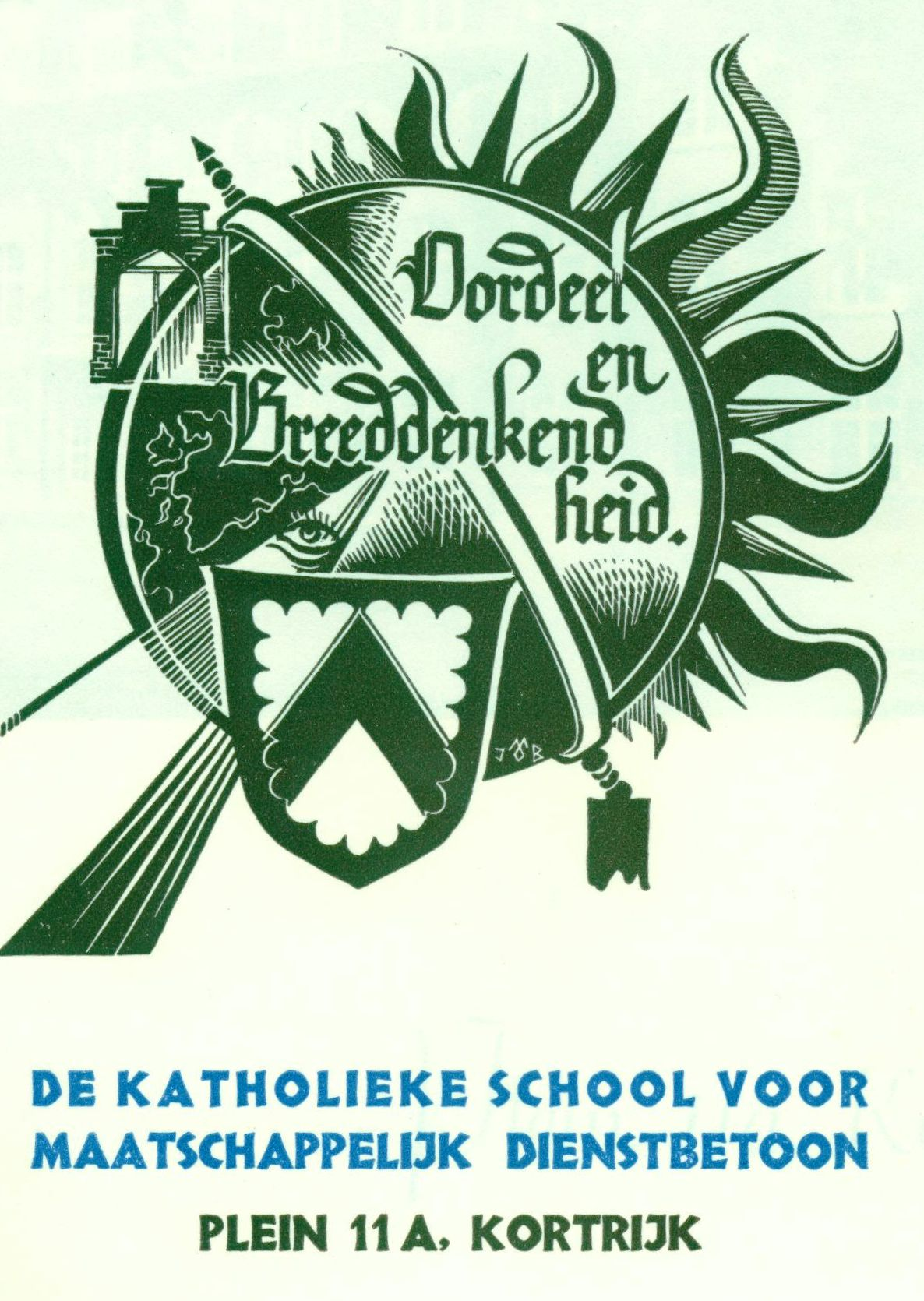
De school is onmiddellijk gewonnen voor bisschop De Smedt en neemt zijn leuze 'Oordeel en breeddenkendheid' over.

## Een jongensschool in Roeselare (1948-1962)
Tot begin jaren zestig blijft de opleiding vooral een studierichting voor meisjes. Maria Schouwenaars die tijdens de jaren veertig en vijftig de meisjesopvoeding bepleit, plaatst de maatschappelijk assistente in de rij moederlijke beroepen van vroedvrouw, verpleegster en onderwijzeres. Het hoger onderwijs buiten de verzorgende of de sociale sector blijft in deze periode vrij ontoegankelijk voor vrouwen. Mannen die het beroep willen leren, kunnen van 1948 tot 1962 in de Leenstraat in Roeselare terecht. Wie er afstudeert, krijgt het diploma van sociaal assistent. Van de school zelf is niet veel geweten. Ze ontspruit in 1948 uit het Diocesaan Instituut voor Katholieke Actie en gaat in 1962 op in de hierboven beschreven Katholieke Sociale School voor Maatschappelijk Dienstbetoon.

### Voorgeschiedenis en oprichting
Als Pius XI (1922-1939) in 1922 de Katholieke Actie in het leven roept, is dit om de maatschappij, via een lekenapostolaat onder de hoede van paus en bisschoppen, te kerstenen, of te herkerstenen en te beschermen tegen atheïsme, socialisme en liberalisme. Binnen de Katholieke Actie, ook omschreven als "de deelneming van de leken aan het hiërarchisch apostolaat van de kerk", ijveren de leden voor katholieke oplossingen van alle problemen.
Zes jaar later krijgt Charles of Karel Dubois van bisschop Gustavus Josephus Waffelaert de opdracht de West-Vlaamse Katholieke Studentenactie (KSA) op te richten.
Om de Katholieke Actie uit te bouwen, worden in 1937 de Diocesane centrale en het Diocesaan instituut voor Katholieke Actie (DIKA) opgericht in de Leenstraat in Roeselare.
De afkorting wordt in de volksmond niet gebruikt, men spreekt van het schoolke of de centrale. Als diocessane jeugdproost wordt Dubois in dat jaar directeur van het instituut. Het officieel orgaan van het lekenapostolaat stelt zich tot doel jongeren te vormen zodat de centrale eigen kaders kan aanvullen en van leiders voorzien. De centrale kan echter geen diploma's afleveren.
In reactie op de mogelijke komst van een rijksinstituut voor sociaal onderwijs in West-Vlaanderen, beslist bisschop Henri Lamiroy ergens eind 1947, begin 1948 dat de uitbouw van een School voor Maatschappelijk Dienstbetoon noodzakelijk is. De centrale in Roeselare is eenvoudig om te vormen. Na onderhandelingen met bestaande sociale scholen en met officiële instanties - met het oog op subsidiëring - transformeert de centrale op 10 september 1948 tot de School voor Maatschappelijk Dienstbetoon met de 53-jarige Dubois als directeur.
De school begint in sobere eenvoud, zonder uiterlijke plechtigheid, maar des te meer overdacht en beslist aan een korte geschiedenis waarvan Dubois het einde niet zal meemaken.
Op 17 februari 1950 volgt de definitieve erkenning door de provincie. Het inrichtend comité bestaat uit stichter-directeur Dubois, advocaat en volksvertegenwoordiger Albert De Gryse als voorzitter, burgemeester Jozef De Nolf, de nationale proost van het NCMV kanunnik Jozef Colpaert, de advocaat André Dua en Andries Kindt. Kindt zou later directeur worden, bijgestaan door adjunct Jan Cocle, prefect Abel Callens en drie beroepsleerkrachten: Jules Driesens, Hektor Van Brabandt en Chris Vanlanduyt.
Het koninklijk besluit van 11 juni 1933 dat van toepassing is als de sociale school start, catalogeert het sociaal onderwijs onder het technisch middelbaar, niveau A2. Na drie jaar studeren verwerft de student het diploma maatschappelijk assistent.

### Opleiding, studenten en Katholieke Actie
Aanvankelijk ligt de doelstelling van de school in de lijn van het vroegere DIKA, namelijk het aanleren van sociale vaardigheden en het bijbrengen van een apostolische bezieling. De instelling is een "vormins- en studiehuis gegrondvest op een katholieke levensbeschouwing en gericht op een katholieke levenshouding." Ze heeft een eigen opvatting over de vorming en beklemtoont dat van het maatschappelijk werk meer is dan een louter beroep; het is een apostolaat! Daarom worden in het programma cursussen ingelast over apostolaatproblemen en de Katholieke Actie.

### Toelating
Om toegelaten te worden tot de school is men minstens achttien jaar en dienen de kandidaten houder te zijn van het diploma van oude of moderne humaniora, economische afdelingen, van het einddiploma van een normaalschool of van een getuigschrift van beëindigde studies van het technisch of landbouwonderwijs. Kandidaten die de voorwaarden niet vervullen, leggen een toelatingsexamen af dat bestaat uit proeven wiskunde, Nederlandse letterkunde, spraakkunst, aardrijkskunde, geschiedenis en maturiteit teneinde de geestesontwikkeling van de kandidaat na te gaan. Wie niet slaagt, kan zich vanaf 1949 inschrijven in een voorbereidend jaar met zeventien vakken.
Behalve eerder religieus getinte vakken zoals geloofsleer, heilige schrift, kerk en staat, sociale encycliek, kerkgeschiedenis en moraal, krijgen de studenten algemene vakken (psychologie, filosofie, Nederlands, Frans, wiskunde, scheikunde en aardrijkskunde) en vakspecifieke lessen (moderne cultuurwording en beïnvloedingstechnieken, jeugdbeweging, sociale bezoeken en sociale leer).

### Stages
De school begeleidt de stages in het tweede en het derde jaar. De specialisaties zijn: kinderen en bijstand, beheer en bestuur van instellingen, nijverheid en arbeidsvraagstukken, volksopvoeding en bibliotheken.

### Examens
Eerstejaars leggen de examens in de eigen school af, het examen van het tweede jaar en de eindproef moeten ze voor de centrale jury voleindigen. Wie na zijn studies en stage volledig in dienst wil treden van het kerkelijk apostolaat in de Katholieke Actie kan, na aanvaarding door de leiding, overgaan naar de Diocesane centrale voor Katholieke Actie.
De eerste termijn start in september 1948 met acht studenten.
Van hen studeren er in september 1951 vier af waaronder een paar met schitterende resultaten: twee grote onderscheidingen, één onderscheiding en één voldoening.
Elke lesdag, van maandag tot en met zaterdag, vangt aan om halfacht met lichaamsoefeningen en lichamelijke opvoeding. Algemene letterkunde wordt gedoceerd door de heimatschrijver en cultureel werker André Demedts. Demedts is op dat moment directeur van de gewestelijke omroep West-Vlaanderen. De thema's die hij aansnijdt (de relatie tussen individu en gemeenschap, de sociale positie van intellectuelen) tonen het engagement en de gevoeligheid voor het maatschappelijk werk in Vlaanderen. Verder worden voordrachthouders aangesproken om over diverse onderwerpen te spreken. Donderdagnamiddag is voorbehouden voor sociale bezoeken.

### Centen en behuizing

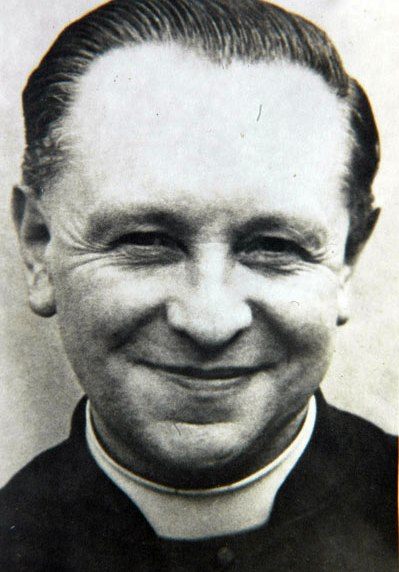
kanunnik Karel Dubois

In de documenten die zijn overgebleven, snijden een tweetal problemen als een rode draad door de korte schoolgeschiedenis: financiële bekommernissen en het zoeken naar degelijke schoolgebouwen.
Wat de financiële kant van de zaak aangaat, blijkt van bij aanvang dat de school niet rond komt met de overheidssteun, achterstallige wedden moet uitbetalen en onjuiste bedragen rechtzet. Bovendien drukt het aantal inschrijvingen de inkomsten. Concurrentie met de in 1949 opgerichte staatsschool in Kortrijk, speelt een rol. Zo blijkt uit een brief van kanunnik Dubois aan niet bekenden die hij oproept om jongeren naar Roeselare te sturen.
"Wij zouden u zeer dankbaar zijn, kondet u, bekwame, toewijdingsvolle, dynamische en sociaal-voelende jonge mannen africhten op verdere studies in de sociale school van Roeselare. Wij stellen immers bij ondervinding vast dat onze gediplomeerden zeer schoon werk kunnen verrichten in de vele plaatsen waar ze terechtkomen. Ik moge ter inlichting en streng vertrouwelijk hieraan toevoegen dat de voorbije jaren ons duidelijk hebben gemaakt, dat katholieke jongeren, die wensen maatschappelijk assistent te worden, niet thuishoren in het rijksinstituut voor sociale studiën te Kortrijk, dat gemengd is en op marxistische grondslag gebouwd."
In januari 1955 cumuleren de geldelijke problemen omwille van een terugval van het studentenaantal. Dubois schrijft een brief aan de ouders waarin hij de problematiek uiteenzet. "Tot onze grote spijt zal deze brief u voorzeker een tegenvaller zijn. We worden door de omstandigheden gedwongen u een verhoogde tussenkomst te verzoeken voor het onderhoud en het onderwijs van uw zoon." Dubois vraagt de ouders tweeduizend frank extra.
Een tweede probleem dient zich in deze periode aan. Op 15 december 1949 stelt de bestuurscommissie vast dat de "lokalen, welke gehuurd worden aan het algemeen verbond voor katholieke actie, niet aan de gewenste voorwaarden voldoen voor rustig en gezond studiewerk. Daarom drukt de commissie van bestuur eenparig de wens uit dat de raad van beheer de mogelijkheid onderzoekt om over te gaat tot het bouwen van nieuwe, aangepaste schoollokalen." Op 18 oktober 1950 wordt de mogelijkheid onderzocht om bij het Gemeentekrediet een lening van zeven miljoen frank te vragen voor de bouw van nieuwe lokalen. Het stadsbestuur kan eventueel borg staan. De gebouwen zijn eigendom van het Verbond voor Katholieke Actie van het bisdom Brugge. Het verbond verkoopt de gebouwen begin jaren zestig aan de technische school verderop in de Leenstraat, om daar een uitbreiding mogelijk te maken. De moeilijkheid een andere locatie te vinden en de wetenschap dat Kortrijk in oktober 1962 de deuren openstelt voor heren, doet het inrichtend comité in een laatste bijeenkomst, op zaterdag 8 september 1962, beslissen over de "feiten die de toekomst van de instelling in sterke mate zouden kunnen bepalen." Want, stelt het verslag "in welke mate is het verantwoord hetzelfde voor heren in stand te houden op slechts twintig kilometer van Kortrijk?"
Daarom wordt de opleiding in Roeselare met ingang van 1 oktober 1962 "voor onbepaalde duur geschorst, teneinde op elk ogenblik de opleiding te kunnen voortzetten indien dit wenselijk zou zijn." Priester-lesgever Eugeen Laridon regelt als directeur de bevoegdheidsoverdracht.
| Schooljaar | Aantal studenten |
| ---------- | ---------------- |
| 1948-1949  | 8                |
| 1949-1950  | 33               |
| 1950-1951  | 68               |
| 1951-1952  | 87               |
| 1952-1953  | 109              |
| 1953-1954  | 100              |
| 1954-1955  | 85               |
| 1955-1956  | 95               |
| 1956-1957  | 87               |
| 1957-1958  | 86               |
| 1958-1959  | 85               |
| 1959-1960  | 83               |
| 1960-1961  | 94               |
| 1961-1962  | 77               |

## Het wonderjaar 1962
Eind de jaren vijftig beëindigt het schoolpact de strijd tussen het officiële en het vrije net. De verzorgingsstaat handhaaft zich, verhoogt de sociale voorzieningen, de welvaart stijgt en de generatie die op de schoolbanken plaatsneemt, kent geen armoede, schaarste of soberheid, maar toerisme en vakantie, ontspanning en vrije tijd. Die evolutie zal ook het sociaal werk binnendringen. 1962 is voor de Kortrijkse school in veel opzichten een kanteljaar: in dat jaar bepleit het tweede Vaticaanse Concilie meer openheid, het Hoger Technisch Onderwijs voorziet zichzelf van een nieuwe structuur, de school zelf krijgt een gemengd publiek en verandert een derde keer van naam.

### Het Concilie
Begin jaren zestig is de klassieke katholieke interpretatie van het sociaal hoger onderwijs en het maatschappelijk werk niet langer houdbaar. In 1962 start het tweede Vaticaanse Concilie het pleidooi voor het respect voor de mensenrechten, meer openheid, de valorisatie van de kerkelijke leer en de aanvaarding van de “eigen wetmatigheden” die het culturele, het sociale en het economische beheersen. In de sociale school komt dit tot uiting op verschillende vlakken. In het tweede jaar verandert Gust Snijkers het vak godsdienst om tot filosofie, priester-lesgevers dragen makkelijker burgerkledij in plaats van een soutane, de verplichte jaarlijkse bezinningsdagen doven uit en de emancipatiegedachte is niet langer een voortzetting van het katholieke geloof, maar een zelfstandige entiteit. Democratisering, secularisering en participatie kenmerken de tijd en het instituut.

### Het Technisch Hoger Onderwijs
Het Technisch Hoger Onderwijs kent voortaan drie graden: de derde graad omvat de opleidingen handelsingenieur en licentiaat in de handelswetenschappen, de tweede graad leidt op tot technisch ingenieur of architect. Alle andere afdelingen, waaronder de opleiding maatschappelijk assistent worden geklasseerd onder de eerste, of “laagste” graad, ondanks het protest van de sociale scholen. Eveneens valt het voorbereidend jaar weg en wordt de examenjury in Brussel afgeschaft en kunnen de docenten hun eigen studenten voortaan binnen de schoolmuren bevragen. Bij de scriptieverdediging komt een jury van deskundigen vreemd aan de instelling.

### Studentenpopulatie
Vanaf 1962 kent het studentenaantal een continue groei. Eerst en vooral is er in 1962 een verdubbeling van de studentenpopulatie omdat de school in Roeselare de deuren sluit. Kortrijk verwelkomt heren en het studentenaantal stijgt tot 140. In 1966 constateert de schoolstaf in een verslag dat “paartjes zich gemakkelijker vormen” of met andere woorden uit datzelfde verslag: “er wordt meer gevrijd.” Verder laat de West-Europese geboortegolf zich in het hoger onderwijs voelen. Het percentage 20- tot 24-jarigen die studeren, stijgt van 7% in 1960 tot 14,4% in 1975 en 28% in 1978. Hoewel de leerplicht op veertien jaar stopt, wordt het lager onderwijs niet langer als een eindpunt beschouwd. Ipsoc telt in het academiejaar 1965-66 164 studenten, in 1977-78 623, een verviervoudiging in dertien jaar.

### Instituut voor Psycho-SOCiale opleiding
Al deze veranderingen doen de school van naam veranderen. Met de titel Instituut voor Psychosociale Opleiding illustreert de directrice de vernieuwde werkelijkheid. Niet alleen in Kortrijk verandert de school van naam. De Katholiek sociale school voor vrouwen van Antwerpen verandert haar naam in Hoger Instituut voor Maatschappelijk Werk.

## Nieuwe opleidingen (1962-1968)
Twee nieuwe studierichtingen zien in de jaren zestig het levenslicht. Enerzijds zijn er de psychologisch assistenten, anderzijds de opvoedsters.

### Assistent in de psychologie
“De assistent in de psychologie is geroepen om de psycholoog, de paedagoog en de psychiater bij te staan op hun welhaast onoverzichtelijke taak: geesteshygiëne, al wat verband houdt met geestelijk evenwicht, menselijke relaties, psychologisch verantwoorde opvoeding van het normale en afwijkende kind, schoolpsychologie, studie- en beroepsoriëntering, bedrijfspsychologie enzovoort” noteert de Roeselaarse bestuurscommissie in 1958 in een proces verbaal. In april 1960 vertrekt de subsidieaanvraag voor de opleiding naar de liberale onderwijsminister Moureaux. Het dossier vermeldt de redenen tot oprichting. De school ontvangt aanvragen van ouders, leerlingen en oud-studenten of er een afdeling voor assistenten in de psychologie op komst is. De enige kans de opleiding in het Nederlands te volgen, is in de hogeschool voor vrouwen in Antwerpen. In het kader van de democratisering van het onderwijs en om de vraag naar werkkrachten in de PMS-Centra te ondersteunen, is het “wenselijk” om in West-Vlaanderen dergelijke opleiding in te bouwen. Na een administratieve martelgang van vier jaar en lobbywerk bij het ministerie van nationale opvoeding en cultuur, krijgt de opleiding in 1965 groen licht. In tussentijd experimenteert de school met psychologische vakken. In september 1965 starten elf studenten de driejarige opleiding. Het didactisch materiaal beperkt zich tot twee bandopnemers, een platendraaier, een filmprojector en een stapel testmateriaal: Arthur, Coetsier, Matrices, Terman, Stutsman, W.I.S.C. en W.A.I.S., de schoolvorderingentest B.V.L., de dominotest, Stinissen, Rorschach, Szondi-test, T.A.T. en C.A.T. De stages, thesissen en het arbeidsterrein zijn georiënteerd op de schoolpsychologie. Later breidt het werkveld uit naar de psychiatrie, de orthopedagogie en bedrijven.

### Gegradueerde in de orthopedagogie
Begin 1960 starten onderhandelingen tussen de directie en het Ministerie van Onderwijs met het oog op een opleiding voor opvoedsters. De oprichting is dringend. “Tengevolge van een enkwest betreffende de nood aan geschoolde opvoedsters voor instituten van familieloze jeugd, gehandicapte kinderen en zelfs middelbare scholen lijkt deze nood zeer groot. In Vlaanderen zijn veel instituten gevestigd die dergelijke beroepskrachten kunnen benutten. Vooral aan vrouwelijke opvoedsters schijnt een groot tekort te zijn” stelt het subsidieverzoek. Ondertussen bestudeert een commissie van vijf hogescholen het programma voor opvoeders en stelt dat de opleiding een stuk gelijk loopt is met die van maatschappelijk assistenten. Zo kan een samenwerking kosten besparen. Het feit dat de dichtste gelijkaardige school zich in Antwerpen bevindt, garandeert voldoende studenten in West-Vlaanderen. Verder ziet de school een troef in het argument dat oud-studenten in instellingen werken maar hier niet voor opgeleid zijn. Afschriften van de syllabussen, het leerplan, de reglementen, uurroosters… alles wordt schooljaar na schooljaar naar de Algemene Inspectie van het Technisch Onderwijs in de Wetstraat gestuurd. De niet-erkenning van de opleiding vindt zijn reden in de onderwaardering van het beroep. De opvoeder beperkt zich tot dan toe tot bewaken en toezien. Liefdadigheid, caritas en goede bedoelingen zijn de enige kwaliteiten die men aan de opvoeder stelt. In de tweede helft van de jaren zestig veranderen de wet op de jeugdbescherming, het fonds voor medische, sociale en pedagogische zorg voor gehandicapten en subsidies voor internaten, dagvoorzieningen en gezinsopvang de sociale sector. Ze plaatsen de opvoeder in het centrum van het opvoedingsgebeuren. Zijn of haar dagelijkse tussenkomsten bepalen het klimaat in de leefgroep.
De opleiding gegradueerde in de orthopedagogie start in september 1968. Er schrijven zich elf studenten in. Van hen studeren er in het schooljaar 1970-1971 twee af.

## Hogescholencampus

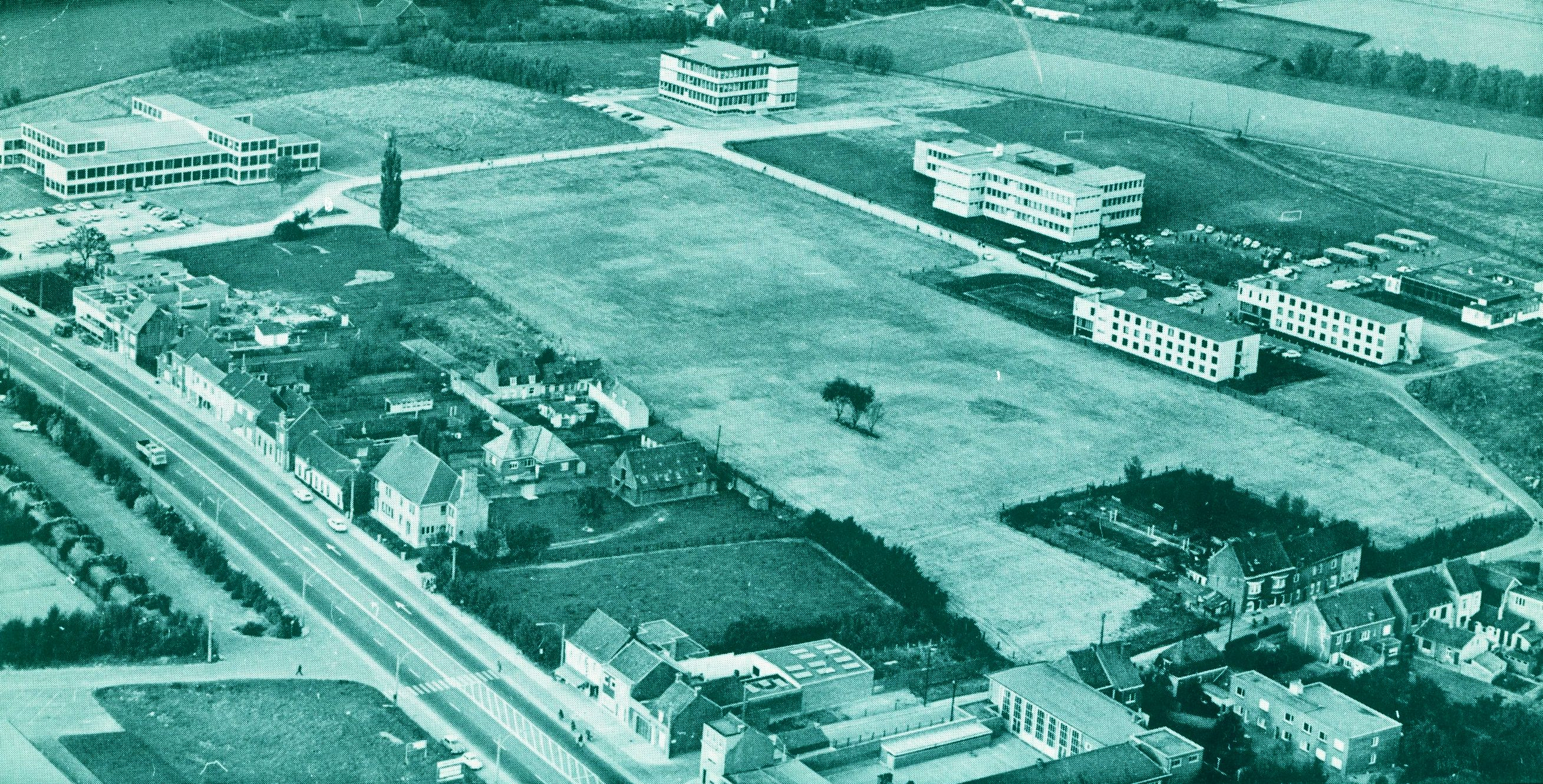
Katho campus

De gevolgen van het sluiten van de school in Roeselare, de openstelling van Ipsoc voor heren en juffrouwen en de oprichting van nieuwe opleidingen maken de school stilaan te klein. In deze periode kampen in Kortrijk het Vrij Hoger Technisch Instituut, het Hoger Instituut voor Verpleegkunde en het Handelsgraduaat in Waregem met een gelijkaardig plaatsgebrek. Onder impuls van bisschop De Smedt ontstaat het voornemen om in het Zuiden van West-Vlaanderen een campus van het Hoger Onderwijs Buiten de Universiteit op te richten. De plannen krijgen vorm op de terreinen tussen de Steenbakkerstraat en de Doorniksesteenweg. Twaalf hectare landbouwgrond ondergaat een metamorfose: er komt een peda, een restaurant en een scholencomplex. De campus krijgt de naam CATHO (Campus Technisch Hoger Onderwijs) en centraliseert de hogere technische scholen in de regio: KIHWV (de Katholieke Industriële Hogeschool), de avondschool HITEK (Hoger Instituut voor sociale promotie Talen, Economie en Kultuur), het VHTI (Vrij Hoger Technisch Onderwijs), het HIVV (Hoger Instituut Voor Verpleegkunde), HANTAL en IPSOC. Op 12 september 1969 wijdt de bisschop de campus. Tussen 25 september 1967 en 1971 verhuist de Ipsocbevolking met tussenstappen. Studenten, docenten en directie verlaten het eeuwenoude gebouw op Het Plein, midden in de stad en nemen hun intrek in een betonnen nieuwbouw aan de stadsrand. De Ipsocbevolking deelt het gebouw met het Hoger handels- en taleninstituut, HANTAL. Die krijgt de benedenverdieping en de helft van de eerste verdieping toegewezen. Ipsoc gebruikt de rest.

## De kritische jaren (1968-1982)
De wet van 7 juli 1970 introduceert de term HOBU of het Hoger Onderwijs Buiten de Universiteit dat zeven categorieën kent: het agrarisch onderwijs, het technisch, het economisch, het paramedisch, het pedagogisch en het sociaal onderwijs. In de sociale afdeling zijn er vijf studierichtingen: maatschappelijk assistent, orthopedagogie, assistent in de psychologie, maatschappelijk adviseur, en lichamelijke opvoeding waarvan Ipsoc de eerste drie aanbiedt. Verder doet het Ministerie van Justitie afstand van zijn bevoegdheden in het sociaal onderwijs en hevelt die over naar het departement nationale opvoeding.

### Protest, revolte of contestatie?

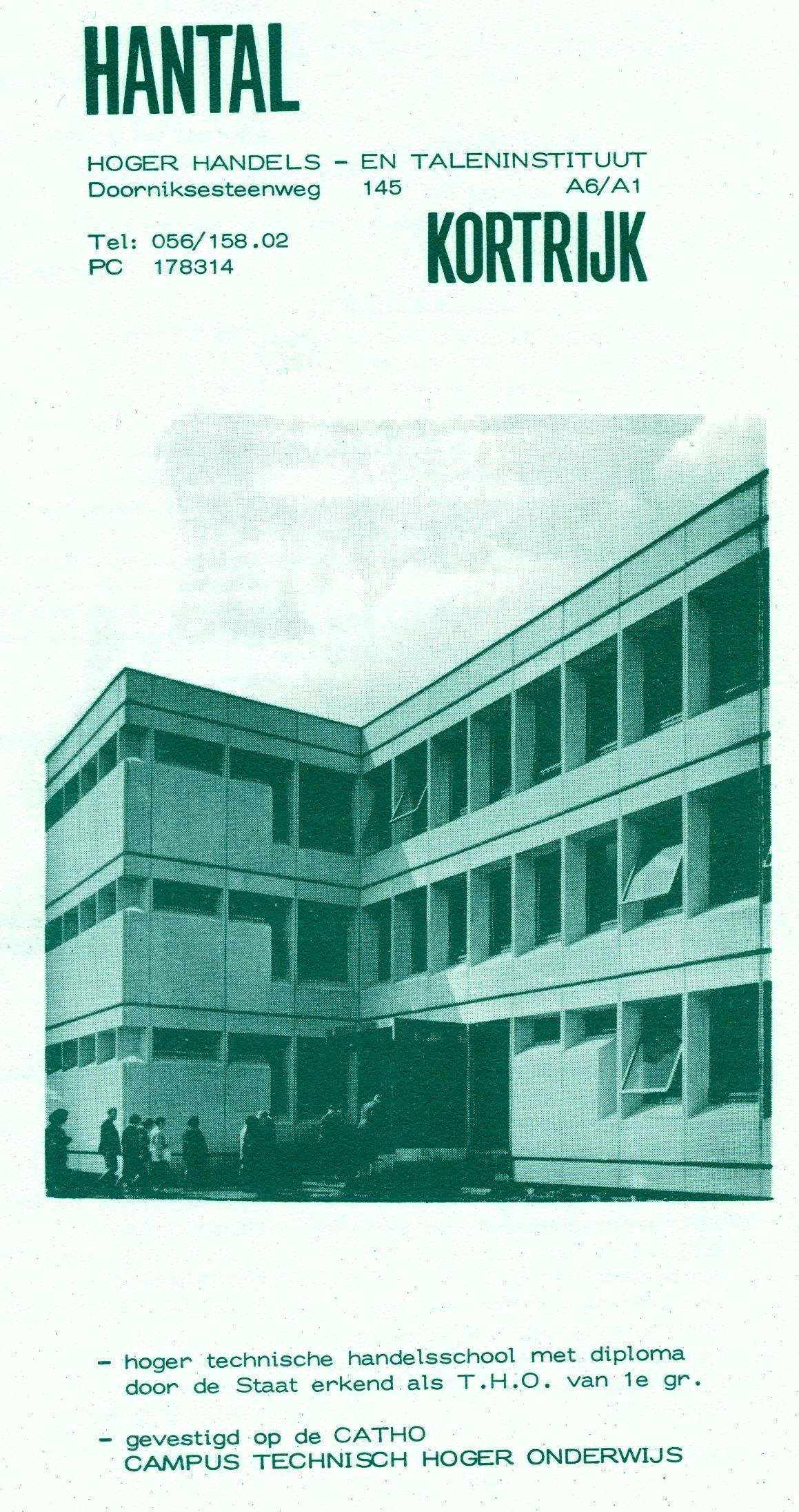
Ipsoc deelt een tijdlang zijn gebouw met Hantal. Dat zal tijdens de jaren zeventig meermaals tot conflictsituaties leiden.

Als de studenten in de VS en in Parijs in mei 1968 de boel op stelten zetten en de maatschappij contesteren, duurt het niet lang tot hun Leuvense collega’s op straat komen om de vervlaamsing van de universiteit te eisen. Het gedachtegoed en de actiegerichtheid van de protestgolf laat de studenten in het sociaal werk evenmin onberoerd. Wijzigingen in de deliberatienormen en de hervorming van het hoger onderwijs leiden tot stakingen, manifestaties en vergaderingen. Enkele directies grijpen hun kans om de oude eis, de verlenging en de opwaardering van de opleiding, kracht bij te zetten. Samen met het Rijksinstituut voor sociale studies neemt Ipsoc het voortouw om alle 22 sociale scholen rond de tafel te brengen. De club van Vlaamse en Waalse scholen wil een herwaardering van de diploma’s. Op 28 oktober 1968 verzamelen zo’n 1500 studenten sociaal werk met spandoeken in Waterloo. Na de jaarwissel is er een nieuwe opflakkering als een studentendelegatie een eisendossier van zestig pagina’s overhandigt aan de ministers Vermeylen, Dubois, Lefèvere en Vranckx. De studenten pikken niet langer de term maatschappelijk assistent en spreken van sociaal werker. Hun eisen zijn de herwaardering van de studie, de bescherming van het beroep, een beter loon, de verruiming van de sector, een gelijke behandeling en financiering als het universitair onderwijs en de overstap naar het onderwijs van het lange type.

### Geëngageerde oproerkraaiers
De onrust uit zich in betogingen en demonstraties tegen de plaatsing van kruisraketten, vredesbetogingen en de zorg voor de natuur. De voorspellingen van de Club van Rome (1972) lijken werkelijkheid te worden. In de school blijft mei 1968 een mythische datum. Studentenkrantjes verwijzen er tot diep in de jaren tachtig naar. Studenten engageren zich in Oxfam, Amnesty, 11.11.11 en Broederlijk Delen, Poverello, de derdewereldraad. Onder de leuze "smeer poep aan de militaire oproep" sympathiseert men eind jaren zeventig met dienstweigeraars. Coca-Cola krijgt de titel "La chispa de la muerte" en alles wat met de katholieke zuil te maken heeft, moet het ontgelden. Het protest en de linkse sympathie bezorgen de school geen goede naam binnen de zuil. Bij het bisdom rekent directeur Valeer Cools vaak op weerwerk. Zo raadt een vicaris het af om afgestudeerden binnen de zuil te werk te stellen en adviseert een PMS-centrum 18-jarigen om niet naar Ipsoc te trekken wegens te links. Later verdedigt directeur Cools de school door te stellen dat een kritische geest en een doordachte mening fundamentele vaardigheden zijn voor welzijnswerkers. “Wij kunnen de doelstelling van Ipsoc niet zinvol formuleren wanneer wij vertrekken vanuit vooropgezette ideologieën of vanuit traditie, maar wel wanneer wij de behoeften en de noden, zowel bewuste als onbewuste, van de maatschappij als uitgangspunt nemen” staat er in de studentenwegwijzer van 1980-81 te lezen. In die jaren doorbreekt de school de sterke zuilgebondenheid door stages aan te bieden in het ABVV, de Bond Moyson, het Masereelfonds, het Willemsfonds. Sociale scholen die dit niet doen, behouden hun goede naam binnen de zuil.

### Alternatieve werkvormen
In die kritische jaren worden scholen ervaren als instituten die kennis versnipperen, in plaats van ze te kaderen. Bovendien is wat studenten leren, ideologisch verankerd en opgesplitst in vakken, losgekoppeld van de realiteit. Onderwijsvernieuwing richt zich in deze dagen op het projectonderwijs. Dat plaatst de dingen en de mensen opnieuw in hun geheel. Projectonderwijs is een onderwijsvorm die aan het begin van de twintigste eeuw ontwikkeld wordt, en in de jaren zestig herontdekt is. Kenmerkend is dat leerlingen en studenten in groepsverband, semi-zelfstandig aan een taak werken met een concreet resultaat.
Projectonderwijs moet maatschappelijk relevant zijn en stelt groepsleren en probleemgestuurd werken centraal. Studenten leren zo de basis van hun beroep: vergaderen, een vergadering leiden, verslag maken en sociale vaardigheden: spreken in groep, assertiviteit, luisteren, anticiperen... Naast deze sociale leerdoelen zijn er technische aspecten: hoe klinkt een probleemstelling, hoe verzamel je informatie, hoe pak je een interview aan, hoe zorg je voor een concreet product dat tegemoetkomt aan het gestelde probleem? De integratie van theorie en praktijk is belangrijk.

#### Emancipatie
Het is een werkvorm die wil emanciperen. Het is niet toevallig dat de methode in de jaren zestig herontdekt wordt. Van dan af is het duidelijk dat onderwijs niet waardevrij is.

De school wordt ervaren als een versnipperd en versnipperend instituut. Dat wat men moet leren wordt opgesplitst in verschillende vakken, wordt losgekoppeld van de natuurlijke en maatschappelijke samenhang, wordt uit zijn verband gerukt. Dit opsplitsen in vakken, dit aankijken tegen aspecten, eigenschappen en wetten van de wereld op ons heen, brengt met zich mee dat ook de leerling op een bepaalde manier behandeld wordt. Via het projectonderwijs beoogt men dingen en mensen weer in hun verband te zien en ook in hun geheel.
— Praktijkdossier 1ste jaar maatschappelijk werk, Katho-Ipsoc archief.

#### Inspiratie
Aan de basis liggen de ideeën van Paulo Freire en William Heard Kilpatrick (1871-1965). Deze laatste wordt bekend door zijn boek The project method uit 1919 waarin hij beschrijft hoe leerlingen spontaan bezig zijn met reële levenssituaties en zich ontwikkelen door eigen activiteit. Kilpatricks filosofie is een reactie op de politieke situatie in de Verenigde Staten in het begin van de twintigste eeuw: verschillende bevolkingsgroepen ontmoeten elkaar in verstedelijkende ruimtes en streven hierbij naar gelijkwaardigheid. Paulo Freire ligt met zijn Pedagogie der onderdrukten evenzeer aan de basis van de methode. Aanvankelijk meent men dat die uitsluitend bedoeld is voor de ontwikkeling van volwassen analfabeten in de derde wereld. Na een tijd ziet men dat de werkwijze en de idee op het Westen toe te passen is. De vrijheids- en participatiestrijd in Latijns-Amerika lijkt op de strijd van de West-Europese jongeren sinds mei ‘68. Toegepast op het projectonderwijs vertrekt de methode vanuit de idee dat een student een handelend subject is. In tegenstelling tot het passieve object dat de leerstof ondergaat, stelt project het handelen (als eenheid van denken en doen) centraal bij de student. De projectbegeleiders maken kennis met de ideeën en de boeken van de Nederlanders Rob Dolné (Projectonderwijs, 1977), Dick de Bie en Cees Louwerse (Opzetten en uitvoeren van projectonderwijs, 1972) en de Belg Roger Rutten (Projectwerk in Bokrijk, 1970) die in pamfletstijl stelt dat het project de samenhang moet tonen tussen het studieobject en de maatschappelijke context. Pleitbezorgers van de vernieuwing laat in het sociaal hoger onderwijs even radicale stemmen horen. “De school dient zich in te schakelen in het totale maatschappelijke gebeuren. Het mag niet beperkt blijven tot de projectmethode, het moet projectonderwijs worden” klinkt het in de sociale hogeschool.

#### Proefkonijnen
In 1973 start Ipsoc met projectwerk. Het tweede jaar van de opleiding gegradueerde in de orthopedagogie mag zich proefkonijn noemen, waarna het sociaal werk de methode uitprobeert. De essentie bestaat erin dat “leerkrachten en studenten doorheen het schoolgebeuren zich fundamenteel andere leerprocessen en leerinhouden eigen maken, in vergelijking met het klassiek onderwijs.” De methode baseert zich op “politieke doelstellingen die fundamenteel verschillen van deze in het klassiek onderwijs.” In het eerste jaar wordt 80 uur aan de methode besteed en in het tweede jaar 36 uur.

#### Pro's en contra's
Een verslag uit het schooljaar 1974-75 evalueert de methode. Als de projectbegeleiders van Ipsoc de resultaten bespreken zijn de reacties verdeeld. Over het algemeen is men enthousiast over het eerste jaar. De evaluatie bij de tweedejaars is minder gunstig. De begeleiders zoeken hun weg. Het argument dat de onderwijsvorm een aanzienlijk groter studierendement teweegbrengt, ontgeldt het. Er blijkt “een significant onevenwicht tussen het aantal uren project en het uiteindelijke leerresultaat. (…) Veeltijd gaat op in het leren ontdekken hoe het niet moet.” De grondgedachte om de spontane belangstelling van de student te activeren is evenwel een belangrijke motivator. Ondanks de kinderziektes vindt de methode snel ingang binnen diverse sociale opleidingen.

#### Evolutie
Begin de jaren tachtig komt naast de emancipatorische en de anti-autoritaire gedachte een nieuwe inspiratie. Het projectonderwijs streeft niet meer uitsluitend naar een “ideaal maatschappijtype of een fundamenteel andere grondhouding ten aanzien van het onderwijs." Gezien de samenleving zich niet door middel van projectonderwijs laat veranderen, komt het accent te liggen op het zelf zoeken, het uitdiepen van een thema en het aanleren van vaardigheden en technieken in functie van het beroep. De verschuiving zorgt dat het projectonderwijs dichter gaat aanleunen bij het klassikaal onderwijs. Het ligt in de lijn van die jaren: de toenemende werkloosheid en de gevolgen van de oliecrisis doen een roep naar efficiëntie ontstaan, niet naar een maatschappij kritische houding.

### Kritische literatuur en lectuur
De bibliotheek is beperkt tot dertig vierkante meter die gedeeld wordt met Hantal. De collectie valt aanvankelijk even mager uit als de oppervlakte. Als Gery Kindt in 1976 bibliothecaris wordt, treft hij tussen de encyclieken en de religieuze pockets het in 1954 gepubliceerde Motivatie en persoonlijkheid van Abraham Maslow en Het kind en de samenleving van Erik Erikson. Verder beperken de studieboeken zich tot een handjevol schrijvers zoals Jean Paul Sartre, Desmond Morris, Marshall McLuhan, Ton Lemaire, Jan Hendrik van den Berg (De psychiatrische patiënt uit 1964 en Kleine psychiatrie uit 1966), Guilford (Psychometrie, 1954) en Marie Kamphuis’ Het avontuur in St. Paul en Wat is social casework?. De laatste titel beschrijft een experiment bij multiproblem families. Andere boeken gaan over het sociale leven van blinden, over de betekenis van gelaatsexpressie (Frijda, 1958), kinderen met leerstoornissen (Nanninga-Boon, 1958), over het vormingswezen (De Keyzer, 1958)… In de bibliotheek worden de scripties zorgvuldig bijgehouden en in inventarissen opgetekend. Voor de rest blinkt de boekenafdeling uit in het ontbreken van een trefwoordenregister, auteursregister of onderwerpenregister. De aanwerving van een professionele bibliothecaris geeft het sein voor een uitbreiding en reorganisatie van de collectie. Wie zich door de lectuur geroepen voelt, kan zich bedienen van R.C. Kwants Persoon en structuur, Verboden toegang van Cornelis Bakker en Marianne Rabdau. Opvoeding tot mondigheid van Adorno (1970) is een postuum verschenen bundel radiolezingen en interviews over volwassenheid, bewustwording, kiezen. De studenten maken kennis met andere pedagogische en maatschappijkritische onderwerpen zoals anti-autoritaire opvoeding, Reinhard en Anne-Marie Tausch (Psychologie van opvoeding en onderwijs, 1967), Paul Watzlawick (De pragmatische aspecten van de menselijke communicatie, 1967), Virginia Satir (Gezinstherapie, 1969), Jean Foudraine (Wie is van hout?, 1971), Piet Reckman (Sociale actie, opnieuw bekeken, 1971), Van Tienen (Sociale actie, een moderne passie, 1973), Kees Trimbos (Antipsychiatrie, 1975). Er bevindt zich onder die aangroeiende rijen boeken theorie en praktijkliteratuur voor het vormingswerk: T.T. ten Have (Vorming in vrije tijd) en Oskar Negt (Sociologische verbeeldingskracht en exemplarisch leren), beide uit 1975. Opbouwwerkers vinden er vanaf 1976 Goezinnen-Zijlman, Werken aan de samenleving, aspecten van samenlevingsopbouw. Hulpverleners maken kennis met Alfred Kadushins Het gesprek in het maatschappelijk werk en De zachte moordenaar van Steven de Batselier (1977). In 1977 telt de collectie bijna tweeduizend boeken. Begin jaren tachtig is dat cijfer verdriedubbeld. Het aantal, de kwaliteit en het systematische beheer zeggen echter niets over het leesgedrag van de studenten. Toch is het duidelijk dat leerstof er minder dan voorheen met de paplepel ingaat en dat een kritische houding gestimuleerd wordt. Zo blijkt uit het jaarverslag in 1981 dat meer dan 80% van de studenten de bieb gebruikt. Er zijn 52 ontleningen per dag.

## Crisis in het sociaal werk?

### De eerste computer
Midden de jaren zeventig maakt de crisis een leger werklozen én paradoxaal genoeg neemt het studentenaantal op Ipsoc toe. Begin 1970 telt de school driehonderd studenten, zes jaar later is dat het dubbel. Wellicht maakt een sociaal beroep meer kansen in crisistijd, redeneert men. Tussen 1978 en 1982 stijgt de populatie van 612 tot 787, wat de organisatie in een gebouw voor 400 studenten niet vergemakkelijkt. De aankoop van een eerste computer in 1980 verlicht dit. Het instrument neemt het volume in van een kleerkast, slikt diskettes met afmetingen van grammofoonplaten en heeft het geheugen van een goudvis. Toch is het een respectabel apparaat dat toelaat programma’s te schrijven voor administratie, examenverwerking en lokalenverdeling. Niettegenstaande de dalende tewerkstellingskans blijven studenten zich inschrijven. Dit zorgt voor steeds meer afgestudeerden op de markt met alsmaar minder beroepsperspectief.

### Leerplicht tot 18
Van leerplicht tot achttien is geen sprake. Onder druk van de jeugdwerkloosheid (1970: 84.000 werklozen; 1983: 350.000) ontstaan ideeën om de leerplicht te verlengen. De verlenging heeft een dubbel gevolg: enerzijds een daling van de jeugdwerkloosheid en anderzijds een verhoging van de tewerkstellingskans. De pogingen lopen spaak op onenigheid in de katholieke zuil. De vakbondsvleugel is pro, de middenstandsvleugel verkiest een systeem van leercontracten. Uiteindelijk slaagt onderwijsminister Daniël Coens er op 29 juli 1983 in de leerplicht te verlengen tot achttien. Die wordt argwanend onthaald en velen vertikken de wet. In de schoolpopulatie van Ipsoc is vanaf dat moment geen toename meer vast te stellen. Integendeel. 1983 is het startschot voor een neerwaarts draaiende inschrijvingenspiraal veroorzaakt door de crisis en het dalende geboortecijfer sinds 1964.

### Ambten op de helling
Begin jaren tachtig worden de gevolgen voor het sociaal werk voelbaar. Ondanks een stijging van de sociale noden, snoeit de overheid in voorzieningen, de gehandicaptensector en de gezondheidszorg, de kinderbijslag en de werkloosheidsuitkeringen. In de school wordt de crisis vaak besproken tijdens studiedagen en debatten. Tijdens de academische opening op 28 september 1983 wordt Ufsiarector Louis Bruyns uitgenodigd voor een vergelijking met de crisis van de jaren dertig. Een jaar later, bij het begin van het schooljaar op maandag 1 oktober 1984 boeit professor Claes van Ufsia de volgelopen Kortrijkse stadsschouwburg met de vraag “Waarom studeren in crisistijd?” Werkloosheid onder maatschappelijk assistenten is voor de crisis onbestaande. Begin jaren negentig staan 28 ambten op de helling, met een dieptepunt van 440 studenten.

## Van hogeschool tot departement
Vanaf het schooljaar 1991-92 zit het studentenaantal opnieuw in de lift en kunnen ontslagen vermeden worden. De studentenpopulatie blijft tot op heden stijgen. Op 13 juli 1994 beëindigt het hogeschooldecreet het tijdperk van kleine hogescholen. Die passen niet meer in een Europees onderwijsperspectief. Een ingrijpende fusie vergroot de organisaties. Op 31 augustus 1995 houdt de sociale hogeschool Ipsoc op te bestaan en wordt ze een departement van Katho. Ipsoc maakt samen met zes departementen deel uit van een grote hogeschool. Als Katho in oktober 1995 start, telt ze 4.244 studenten.
Ipsoc neemt ongeveer 20% voor zijn rekening.

## Uit het geheugen
Intussen bestaat Ipsoc meer dan 60 jaar. Ondanks de 'degradatie' tot departement blijft de naam Ipsoc verder leven in het geheugen van studenten, docenten en oud-studenten. Op vrijdag 22 januari 2010 werden de nieuwe gebouwen voorgesteld en in gebruik genomen. In die periode loopt De tentoonstelling 'Uit het geheugen' in samenwerking met het museum Dr. Guislain.

## Directeursfuncties (1948-2010)

### Karel Dubois & Eugeen Laridon
Karel Dubois (1895 - 1956) wordt in 1937 directeur van de Diocesane Centrale en het Diocesaan Instituut voor Katholieke Actie. Als deze in 1948 omgevormd worden tot de School voor Maatschappelijk Dienstbetoon voor heren, blijft de 53-jarige Dubois er acht jaar directeur. Hij zal het einde van de korte schoolgeschiedenis niet zal meemaken. Wie in de tussentijd directeur was, is niet duidelijk. Als de school in 1962 ophoudt te bestaan en de heren naar Kortrijk stuurt regelt priester-lesgever Eugeen Laridon als directeur de bevoegdheidsoverdracht.

### Hélene Barbier (september 1948 - september 1951)
Juffrouw Barbier gebruikt nooit de titel directrice maar is voorlopige bestuurster. Ze is afkomstig uit Brugge en is van opleiding wetenschappelijke regentes en werkte een tijd als dioceesleidster van de VKSJ. Ze wordt bijgestaan door monitrice Annie Ghekiere, een maatschappelijk assistente. Haar taak is het instituut draaiende te houden en de studenten te begeleiden. Voor de theorie trekt ze externen met gewicht aan: pater Lauwers, de bestuurder van de sociale scholen in Leuven doceert filosofie, Magda Dockx, een docente uit de Poststraat doceert sociale instellingen en professor Grypdonck van de universiteit Gent doceert psychologie.

### Marie-Jeanne Ballière
Op 1 oktober 1951 neemt juffrouw Ballière uit Waregem de directie van de school over van juffrouw Barbier. Ze is pas afgestudeerd als licentiaat in de politieke en sociale wetenschappen aan de universiteit in Leuven. Ballière is verbonden aan een lekenorde en legde de gelofte af mee te werken aan de uitbouw van het kerkelijk instituut en zich dagelijks met gebed in te laten. Ze zal de school twee decennia lang uitbouwen. Als haar kleurrijke carrière begin jaren zeventig ten einde loopt, onderhandelt ze informeel met een docent. Ze belooft het op een souper de directiepost. Wat haar plannen ook moge zijn, na een ontroerend eerbetoon leidt de ondemocratische aanstelling tot onrust, verdeeldheid en ongenoegen bij docenten en studenten. De benoeming blijkt al snel een onhaalbare kaart. De uiteindelijke afzetting van de ongelukkige directeur brengt een machtsvacuüm teweeg.

### Joris Lannoy
Om het probleem op te lossen stelt de bisschop in 1971 de voor Ipsoc onbekende Joris Lannoy (1912-1999) aan. Zijn aanduiding is een verrassing en slaat iedereen - Lannoy inbegrepen - met verstomming. De onfortuinlijke Lannoy komt op Ipsoc aan, midden in de periode waarin onrust en contestatie de school kenmerken. De Ipsocbevolking verneemt dat de nieuwe directeur een erudiet filosoof is, met een proefschrift over Nietzsche en met diverse publicaties. Weinigen kunnen zich de gedachte eigen maken dat dit de ideale voorbereiding is op het directeurschap van een sociale school. Op affiches wordt het bisdom voorgesteld als een reuzenoctopus waarvan de tentakels de kleine vissen in een bokaal (Ipsoc) versmachten. Ook de zachtmoedige Lannoy is niet gelukkig met de bisschoppelijke beslissing. "Ik ga naar de goddelozen" zegt hij, er zich terdege van bewust dat hij als geestelijke door het gedachtegoed van '68 gecontesteerd wordt. Plichtbewust en zonder talmen doet hij wat is opgedragen.
Na verloop van tijd komt de rust terug op Ipsoc en Lannoy slaagt erin verzoenend op te treden en zijn genuanceerde kijk op de mensen en de dingen in de praktijk te brengen. Het beleid van de school laat hij in handen van de afdelingshoofden: Stefaan Lievens voor het sociaal werk, Christine Dumolein voor de opleiding assistent in de psychologie en Luc De Mey voor de opleiding gegradueerde in de orthopedagogie.
Lannoy blijft directeur tot 22 november 1978. Dan wordt die taak overgenomen door Valeer Cools. Na zijn directeurschap werkt Lannoy verder in Kortrijk als afgevaardigde beheerder van Catho. Hij staat in voor het dagelijks beleid en zetelt in de inrichtende machten van de Cathohogescholen. Met zijn strenge blik en kaarsrechte houding groeit hij letterlijk en figuurlijk uit tot l'éminence grise van de campus.

### Valeer Cools
Op 22 november 1978 wordt Valeer Cools directeur van Ipsoc. Cools studeerde tijdens zijn humaniora aan het Klein Seminarie van Roeselare en specialiseert zich daarna in wijsbegeerte en theologie aan het Groot Seminarie van Brugge. Als hij 26 wordt, trekt hij naar de Katholieke Universiteit Leuven om er politieke en sociale wetenschappen, sociologie en pers- en communicatiewetenschappen te studeren. De uit Zonnebeke afkomstige landbouwerszoon geeft sinds 1964 les in Ipsoc: godsdienst, actuele problemen en sociologie in het eerste jaar, sociologie in het tweede jaar en sociale actie in het derde jaar. Cools zal zestien jaar directeur blijven. Op 1 januari 1994 - midden in het schooljaar - gaat hij op pensioen en benoemt de inrichtende macht Luc De Mey, sinds september 1969 aan het instituut verbonden, tot directeur.

### Luc De Mey
De Kaprijkenaar Luc De Mey studeert in 1969 af als licentiaat in de pedagogische wetenschappen en begint na zijn studentencarrière onmiddellijk op Ipsoc als lesgever. Hij doceert onder meer de vakken psychologie, communicatietraining, supervisie van het pedagogisch handelen. Van bij de aanvang wordt De Mey verantwoordelijk gesteld voor de uit te bouwen opleiding orthopedagogie. Als de 47-jarige De Mey in 1995 Valeer Cools vervangt, stelt het hogeschooldecreet hem voor een hoop uitdagingen. Extern staat de fusie met de katholieke hogescholen in Kortrijk, Roeselare, Tielt en Torhout op de agenda. Intern zorgt het decreet voor wijzigingen inzake kwaliteitscontrole van de opleidingen, een vermindering van het vast benoemd personeel en een studiepuntensysteem.